# Stephan Salger
Stephan Salger (* 30. Januar 1990 in Düren) ist ein deutscher Fußballspieler. Er spielt hauptsächlich in der Innenverteidigung, ist aber auch als Linksverteidiger und Sechser einsetzbar und steht bei der zweiten Mannschaft des 1. FC Köln unter Vertrag.

## Vereinskarriere
Salger wechselte im Alter von zwölf Jahren zum 1. FC Köln. Nachdem er alle Jugendmannschaften der Kölner durchlaufen hatte, kam er zur Saison 2009/10 in die zweite Mannschaft des Vereins. In seiner ersten Saison in der Regionalliga West stand er 26-mal auf dem Platz und erzielte dabei ein Tor.
Im Sommer 2010 schaffte er den Sprung in die erste Mannschaft. Sein Debüt für den 1. FC Köln gab er am 15. August 2010 im DFB-Pokal-Spiel gegen den ZFC Meuselwitz. Am ersten Spieltag der Saison 2010/11 gegen den 1. FC Kaiserslautern stand er bei seinem ersten Profiligaspiel in der Startaufstellung.
Zur Saison 2011/12 wurde Salger an den Zweitligaabsteiger VfL Osnabrück ausgeliehen. Nach dem Ende der Leihe kehrte er zunächst nach Köln zurück, unterschrieb allerdings wenig später einen Dreijahresvertrag bei Arminia Bielefeld. Aus Respekt vor Markus Schuler, der nach der Saison 2011/12 seine Karriere beendete, verzichtete Salger freiwillig auf die Rückennummer 2 und trägt stattdessen das Trikot mit der Nummer 11. Mit der Arminia gewann Salger zweimal den Westfalenpokal und stieg 2013 und 2015 in die 2. Bundesliga auf. In der Saison 2019/20 stieg er mit der Arminia als Zweitligameister in die Fußball-Bundesliga auf.
Zur Saison 2020/21 wechselte er zum TSV 1860 München in die 3. Liga. Dort war er zwei Spielzeiten lang Stammspieler in der Innenverteidigung. Mit den Löwen spielte er in beiden Saisons um den Aufstieg mit, erreichte aber jeweils nur den 4. Platz.
Im Sommer 2022 kehrte er zu seinem Jugendverein 1. FC Köln zurück und schloss sich der zweiten Mannschaft in der Regionalliga West an. In seiner ersten Saison stand er in jedem Spiel in der Startelf und lief mehrfach als Kapitän auf.
Am 22. April 2025 verkündete er sein Karriereende zum Ende der Spielzeit 2024/2025.

## Nationalmannschaft
Salger gab am 7. September 2010 sein Debüt für die deutsche U-20-Nationalmannschaft gegen die Schweiz. Sein Debüt für die U-21-Auswahl erfolgte am 16. November 2010 in einem Freundschaftsspiel gegen England. Er wurde in der 78. Minute für Boris Vukčević eingewechselt.

## Erfolge
- Aufstieg in die 1. Fußball-Bundesliga 2020 (Meister)
- Aufstieg in die 2. Bundesliga 2013, 2015 (Meister)
- Westfalenpokalsieger 2012, 2013